# مارک کوئن (تاریخ‌نگار)
مارک کوئن (به انگلیسی: Mark R. Cohen) (متولد ۱۹۴۳) استاد مطالعات خاورنزدیک در دانشگاه پرینستون و متخصص تاریخ یهودیان در جهان اسلام است. او از پیشروان تاریخ‌نگاری تاریخ یهودیان در قرون وسطی تحت اسلام است. تحقیقات او تا حد زیادی متکی بر اسناد از گنیزا قاهره می‌باشد. او همچنین رئیس پروژه گنیزا در دانشگاه پرینستون، که هدف آن قرار دادن تعداد گسترده‌ای از اسناد قرون وسطی در یک موتور جستجو آنلاین است (تا مارس ۲۰۰۷ پایگاه داده شامل حدود ۴۰۰۰ اسناد می‌باشد).
کوئن در حال حاضر در شهر نیویورک زندگی می‌کند.